# KT (映画)
『KT』（ケイティー）は、2002年公開の日本と韓国の合作映画。1973年に起こった金大中事件を題材にしている。

## 概要・沿革
中薗英助の小説『拉致 小説・金大中事件の全貌』を原作とする。原作の執筆の背景は以下のとおり。
1982年6月、かつて読売新聞社会部記者として金大中事件の取材に当たった郷原宏が、光文社の隔月刊誌『EQ』の取材で中薗の自宅を訪ねた。このとき仕事とは別に金大中の拉致事件が話題になった。中園も事件当時、『サンデー毎日』1973年9月2日号に推理を交えたルポを寄稿していた。数日後、光文社は中園にカッパ・ノベルスの一冊として、事件を題材にした小説の執筆を依頼した。中園はこう書き記している。
1983年4月25日、小説『拉致 小説・金大中事件の全貌』が刊行。金大中ら2、3の人物を除いて登場人物は仮名が用いられた。
中園の小説を元に荒井晴彦が脚色。また、丸内敏治と西田直子が「脚本協力」としてクレジットされている。 阪本順治が監督を務めた。主演の佐藤浩市が扮する富田満州男のモデルは、元陸上幕僚監部三佐で「ミリオン資料サービス」所長を務めていた坪山晃三である。坪山は自衛隊在職時、特別勤務班（別班）に所属しており、事件の数年前から韓国中央情報部（KCIA）と接触していた。KCIAは事件から6年後の1979年3月に「KT工作要員実態調査報告」と題する極秘文書を作成する。1998年2月19日付の『東亜日報』が報告書の存在ならびに内容をスクープし、金大中のイニシャルの「KT」が暗号名として使われていたことが明らかとなった。映画のタイトルはここからとられた。
2002年2月5日、有楽町よみうりホールで映画の完成披露試写会が行われた。
同年3月、原作の小説が『拉致 知られざる金大中事件』とタイトルを変え、新潮文庫から刊行された。
同年4月9日、中園は肺炎により死去した。
同年5月3日、日本と韓国で一般公開された。第52回ベルリン国際映画祭コンペティション部門に正式出品された。「史上初の日韓同時公開」と喧伝されたが、韓国不入りを理由に2週間ほどで上映打ち切りとなり、興行的には惨敗した。

## あらすじ
1971年4月に行われた韓国大統領選挙において、僅差で朴正煕の三選が決まった。敗れた野党候補の金大中は、朴大統領の地位を脅かすことが明らかとなった。金大中は日本を訪れるが、その時朴大統領は非常戒厳令を宣言し、反対勢力の弾圧に乗り出した。追われる金大中と追う当局の戦いが始まる。

## スタッフ
- 監督 - 阪本順治
- プロデューサー - 椎井友紀子
- アソシエイトプロデューサー - 石原仁美
- 原作 - 中薗英助『拉致 知られざる金大中事件』（新潮文庫刊）
- 脚本 - 荒井晴彦
- 撮影 - 笠松則通
- 美術 - 原田満生
- 衣裳 - 岩崎文男
- 編集 - 深野俊英
- 音楽監督 - 布袋寅泰
- 主題歌 - 布袋寅泰「FROZEN MEMORIES」
- スクリプター - 今村治子
- ゼネラルプロデューサー - 李鳳宇
- メイク - 豊川京子
- 照明 - 松隈信一
- 装飾 - 大光寺康
- 録音 - 橋本文雄
- 助監督 - 杉山泰一

## キャスト
- 富田満州男（陸上自衛隊中央調査隊） - 佐藤浩市
- 金車雲 - キム・ガプス （김갑수）
- 金大中 - チェ・イルファ（최일화）
- 神川昭和 - 原田芳雄
- 金甲寿 - 筒井道隆
- 李政美 - ヤン・ウニョン
- 金俊権 - キム・ビョンセ
- 佐竹春男（陸上自衛隊中央調査隊） - 香川照之
- 塚田昭一 - 大口ひろし
- 内山洋（陸上自衛隊中央調査隊） - 柄本明
- 柳春成 - 光石研
- 洪性震 - 利重剛
- 川原進 - 麿赤兒
- 甲寿の母 - 江波杏子
- 高島俊子 - 中本奈奈
- 趙勇俊 - 平田満
- 柳沢三郎 - 白竜
- 高井警察庁長官 - 浜田晃
- 官房長官 - 佐原健二
- 外事課警部補 - 山田辰夫
- 尹英学 - 康すおん （カン・スオン）
- 金銅忠 - 金廣照 （キム・カンジョ）
- 金君雄 - 木下ほうか

- 和田博 - 中沢青六
- 官房長官秘書 - 水上竜士
- 塩田 - 田中要次
- 五木寛 - 甲本雅裕
- 東豊 - 真鍋尚晃
- 菊村透 - 井川修司
- 野光 - 笠松伴助
- 村田輝子 - 蜷川みほ
- 料金所係 - 宇口得治
- 朴正煕 - キム・ミョンジュン
- 梁宇東 - ユ・イルファン
- 金敬一 - キム・デソン
- 李厚成 - チェ・ジョンウ
- 劉永善 - チョン・ジョンフン
- 韓尚石 - パク・ソンウン
- 李台建 - チョ・ムニ
- 白哲現 - ユ・ジェミョン
- 朴相夏 - ナ・ジェギュン
- 朴星一 - 木村慶太
- 金命基 - 松原末成
- 金起国 - 奥原邦彦
- 金鳳美 - キム・ソヌァ

## 受賞歴
- 2002年 第12回日本映画プロフェッショナル大賞
  - ベスト１０ - 2位[12]

- 2002年度 第12回日本映画批評家大賞
  - 作品賞[13]

- 2002年 第45回ブルーリボン賞
  - 主演男優賞 佐藤浩市 （『KT』）[14]

- 2002年度 第76回キネマ旬報[15]
  - 日本映画ベスト・テン 3位
  - 助演男優賞 香川照之（『OUT』『KT』『刑務所の中』）

- 2002年度 第15回日刊スポーツ映画大賞・石原裕次郎賞
  - 助演男優賞 香川照之 （『OUT』『KT』『歩く、人』ほか）[16]